# 3112 Velimir
3112 Velimir è un asteroide della fascia principale. Scoperto nel 1977, presenta un'orbita caratterizzata da un semiasse maggiore pari a 2,3780110 UA e da un'eccentricità di 0,1962107, inclinata di 3,95532° rispetto all'eclittica.
L'asteroide è dedicato all'artista russo Velimir Chlebnikov.